# Ford SYNus

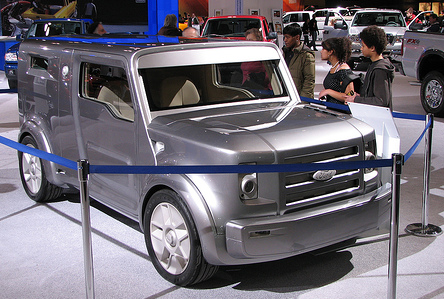
Ford SYNus.

El Ford SYNus es un prototipo de automóvil producido por Ford Motor Company bajo la marca Ford y creado por el diseñador español José Paris (diseño exterior) y Joe Baker (diseño interior). El SYNus fue presentado en el Salón del Automóvil de Detroit de 2005.
El SYNus comparte su diseño de transmisión con el Ford Mondeo. El motor del SYNus es un diésel Duratorq TDCi de 2,0 litros de cilindrada, cuatro cilindros y 16 válvulas con turbocompresor, que produce 134 CV (100 kW) de potencia máxima. El SYNus está equipado con una caja de cambios manual de cinco velocidades y llantas de 18 pulgadas de diámetro. Tiene un IEEE 802.11g compatible con Centro inalámbrico LAN.
El SYNus fue diseñado para maximizar la seguridad, y su estética deriva de una moderna cámara acorazada de banco. Los marcos y ventanillas del coche son antibalas. No tiene ventanilla trasera, y en su lugar muestra un gran monitor LCD instalado en la parte posterior del interior del coche. Además, cuando está en "modo de bloqueo" el postigo de acero se cierra alrededor del parabrisas delantero. 
El tren motriz del SYNus se tomó del Mondeo sedán. Tiene un motor Duratorq diésel turbocargado, de enfriamiento interno de 2.0 litros y cuatro cilindros con 134 caballos de fuerza y un par motor de 236 lb-pie. 